# Llista de gèneres de plantes de Catalunya pel nom científic
Llista de tots els gèneres de plantes vasculars (autòctones, naturalitzades, subespontànies o introduïdes) presents en el territori administratiu de Catalunya segons el criteri de Floracatalana.net. Se n'ha corregit el criteri taxonòmic a partir de l'obra PlantList. Tots els gèneres estan ordenats alfabèticament segons el seu nom genèric i s'indica entre parèntesis el nom en llatí de la família a la qual pertany i, posteriorment, el nombre d'espècies (no subsespècies, ni varietats) que abasta a nivell mundial i a nivell de Catalunya segons les anteriors obres mencionades. En total la relació consta de 953 gèneres.

- Abelmoschus (Malvaceae) 10 espècies al món; 1 a Catalunya
- Abies (Pinaceae) 48 espècies al món; 4 a Catalunya
- Abutilon (Malvaceae) 216 espècies al món; 2 a Catalunya
- Acacia (Fabaceae) 1393 espècies al món; 8 a Catalunya
- Acanthus (Acanthaceae) 29 espècies al món; 1 a Catalunya
- Acer (Sapindaceae) 164 espècies al món; 6 a Catalunya
- Aceras (inclòs actualment dins el gènere Orchis)
- Achillea (Asteraceae) 151 espècies al món; 8 a Catalunya
- Achnatherum (Poaceae) (inclòs actualment dins el gènere Stipa)
- Aconitum (Ranunculaceae) 337 espècies al món; 3 a Catalunya
- Actaea (Ranunculaceae) 30 espècies al món; 1 a Catalunya
- Adenocarpus (Fabaceae) 16 espècies al món; 1 a Catalunya
- Adenostyles (Asteraceae) 10 espècies al món; 1 a Catalunya
- Adiantum (Pteridaceae) 171 espècies al món; 1 a Catalunya
- Adonis (Ranunculaceae) 32 espècies al món; 6 a Catalunya
- Aegilops (Poaceae) 25 espècies al món; 4 a Catalunya
- Aegopodium (Apiaceae) 8 espècies al món; 1 a Catalunya
- Aeluropus (Poaceae) 5 espècies al món; 1 a Catalunya
- Aeonium (Crassulaceae) 89 espècies al món; 1 a Catalunya
- Aesculus (Sapindaceae) 23 espècies al món; 2 a Catalunya
- Aetheorhiza (Asteraceae) 1 espècies al món; 1 a Catalunya
- Aethionema (Brassicaceae) 56 espècies al món; 1 a Catalunya
- Aethusa (Apiaceae) 1 espècies al món; 1 a Catalunya
- Agave (Asparagaceae) 200 espècies al món; 1 a Catalunya
- Agrimonia (Rosaceae) 18 espècies al món; 2 a Catalunya
- Agropyron (Poaceae) 26 espècies al món; 1 a Catalunya
- Agrostemma (Caryophyllaceae) 2 espècies al món; 1 a Catalunya
- Agrostis (Poaceae) 228 espècies al món; 6 a Catalunya
- Ailanthus (Simaroubaceae) 7 espècies al món; 1 a Catalunya
- Aira (Poaceae) 9 espècies al món; 5 a Catalunya
- Airopsis (Poaceae) 1 espècies al món; 1 a Catalunya
- Aizoon (Aizoaceae) 15 espècies al món; 1 a Catalunya
- Ajuga (Lamiaceae) 71 espècies al món; 1 a Catalunya
- Albizia (Fabaceae) 137 espècies al món; 1 a Catalunya
- Alchemilla (Rosaceae) 598 espècies al món; 25 a Catalunya
- Alisma (Alismataceae) 11 espècies al món; 1 a Catalunya
- Alkanna (Boraginaceae) 64 espècies al món; 2 a Catalunya
- Alliaria (Brassicaceae) 3 espècies al món; 1 a Catalunya
- Allium (Amaryllidaceae) 918 espècies al món; 19 a Catalunya
- Alnus (Betulaceae) 44 espècies al món; 1 a Catalunya
- Aloe (Xanthorrhoeaceae) 558 espècies al món; 2 a Catalunya
- Alopecurus (Poaceae) 47 espècies al món; 6 a Catalunya
- Alternanthera (Amaranthaceae) 137 espècies al món; 2 a Catalunya
- Althaea (Malvaceae) 17 espècies al món; 4 a Catalunya
- Alyssum (Brassicaceae) 207 espècies al món; 9 a Catalunya
- Amaranthus (Amaranthaceae) 105 espècies al món; 10 a Catalunya
- Ambrosia (Asteraceae) 51 espècies al món; 3 a Catalunya
- Amelanchier (Rosaceae) 28 espècies al món; 1 a Catalunya
- Ammannia (Lythraceae) 24 espècies al món; 2 a Catalunya
- Ammi (Apiaceae) 6 espècies al món; 2 a Catalunya
- Ammophila (Poaceae) 3 espècies al món; 1 a Catalunya
- Amorpha (Fabaceae) 18 espècies al món; 1 a Catalunya
- Ampelodesmos (Poaceae) 2 espècies al món; 1 a Catalunya
- Anacamptis (Orchidaceae) 34 espècies al món; 1 a Catalunya
- Anacyclus (Asteraceae) 12 espècies al món; 3 a Catalunya
- Anagallis (Primulaceae) 34 espècies al món; 4 a Catalunya
- Anagyris (Fabaceae) 1 espècies al món; 1 a Catalunya
- Anarrhinum (Plantaginaceae) 8 espècies al món; 1 a Catalunya
- Anchusa (Boraginaceae) 37 espècies al món; 3 a Catalunya
- Andrachne (Phyllanthaceae) 22 espècies al món; 1 a Catalunya
- Andropogon (Poaceae) 120 espècies al món; 1 a Catalunya
- Androsace (Primulaceae) 170 espècies al món; 6 a Catalunya
- Andryala (Asteraceae) 108 espècies al món; 2 a Catalunya
- Anemone (Ranunculaceae) 172 espècies al món; 8 a Catalunya
- Anethum (Apiaceae) 4 espècies al món; 1 a Catalunya
- Angelica (Apiaceae) 116 espècies al món; 2 a Catalunya
- Anogramma (Pteridaceae) 6 espècies al món; 1 a Catalunya
- Antennaria (Asteraceae) 61espècies al món; 2 a Catalunya
- Anthemis (Asteraceae) 178 espècies al món; 6 a Catalunya
- Anthericum (Asparagaceae) 9 espècies al món; 1 a Catalunya
- Anthoxanthum (Poaceae) 17 espècies al món; 2 a Catalunya
- Anthriscus (Apiaceae) 15 espècies al món; 3 a Catalunya
- Anthyllis (Fabaceae) 35 espècies al món; 5 a Catalunya
- Antirrhinum (Plantaginaceae) 21 espècies al món; 7 a Catalunya
- Apera (Poaceae) 5 espècies al món; 1 a Catalunya
- Aphanes (Rosaceae) 11 espècies al món; 2 a Catalunya
- Aphyllanthes (Asparagaceae) 1 espècies al món; 1 a Catalunya
- Apium (Asparagaceae) 17 espècies al món; 3 a Catalunya
- Aptenia (Aizoaceae) (inclòs actualment dins el gènere Mesembryanthemum)
- Aquilegia (Ranunculaceae) 102 espècies al món; 3 a Catalunya
- Arabidopsis (Brassicaceae) 11 espècies al món; 1 a Catalunya
- Arabis (Brassicaceae) 110 espècies al món; 13 a Catalunya
- Arachis (Fabaceae) 81 espècies al món; 1 a Catalunya
- Araujia (Apocynaceae) 9 espècies al món; 1 a Catalunya
- Arbutus (Ericaceae) 11 espècies al món; 1 a Catalunya
- Arceuthobium (Santalaceae) 39 espècies al món; 1 a Catalunya
- Arctium (Asteraceae) 19 espècies al món; 2 a Catalunya
- Arctostaphylos (Ericaceae) 75 espècies al món; 2 a Catalunya
- Arctotheca (Asteraceae) 5 espècies al món; 1 a Catalunya
- Arenaria (Caryophyllaceae) 272 espècies al món; 10 a Catalunya
- Argyrolobium (Fabaceae) 97 espècies al món; 1 a Catalunya
- Arisarum (Araceae) 4 espècies al món; 2 a Catalunya
- Aristolochia (Aristolochiaceae) 486 espècies al món; 4 a Catalunya
- Armeria (Plumbaginaceae) 95 espècies al món; 2 a Catalunya
- Armoracia (Brassicaceae) 3 espècies al món; 1 a Catalunya
- Arnica (Asteraceae) 33 espècies al món; 1 a Catalunya
- Arnoseris (Asteraceae) 1 espècies al món; 1 a Catalunya
- Arrhenatherum (Poaceae) 9 espècies al món; 1 a Catalunya
- Artemisia (Asteraceae) 481 espècies al món; 14 a Catalunya
- Arthrocnemum (Amaranthaceae) 3 espècies al món; 3 a Catalunya
- Arum (Araceae) 30 espècies al món; 2 a Catalunya
- Aruncus (Rosaceae) 2 espècies al món; 1 a Catalunya
- Arundo (Poaceae) 5 espècies al món; 2 a Catalunya
- Asparagus (Asparagaceae) 211 espècies al món; 4 a Catalunya
- Asperugo (Boraginaceae) 1 espècies al món; 1 a Catalunya
- Asperula (Rubiaceae) 194 espècies al món; 4 a Catalunya
- Asphodelus (Xanthorrhoeaceae) 19 espècies al món; 4 a Catalunya
- Asplenium (Aspleniaceae) 459 espècies al món; 12 a Catalunya
- Aster (Asteraceae) 234 espècies al món; 8 a Catalunya
- Asteriscus (Asteraceae) 10 espècies al món; 2 a Catalunya
- Asterolinon (inclòs actualment dins el gènere Lysimachia)
- Astragalus (Fabaceae) 2.455 espècies al món; 22 a Catalunya
- Astrantia (Apiaceae) 11 espècies al món; 2 a Catalunya
- Athyrium (Athyriaceae) 216 espècies al món; 2 a Catalunya
- Atractylis (Asteraceae) 31 espècies al món; 2 a Catalunya
- Atriplex (Amaranthaceae) 258 espècies al món; 8 a Catalunya
- Atropa (Solanaceae) 4 espècies al món; 2 a Catalunya
- Avellinia (inclòs actualment dins el gènere Rostraria)
- Avena (Poaceae) 22 espècies al món; 5 a Catalunya
- Avenula (inclòs actualment dins el gènere Helictotrichon)
- Azolla (Salviniaceae) 7 espècies al món; 2 a Catalunya
- Baccharis (Asteraceae) 430 espècies al món; 1 a Catalunya
- Baldellia (Alismataceae) 3 espècies al món; 1 a Catalunya
- Ballota (Lamiaceae) 30 espècies al món; 2 a Catalunya
- Barbarea (Brassicaceae) 29 espècies al món; 3 a Catalunya
- Barlia (inclòs actualment dins el gènere Himantoglossum i Orchis)
- Bartsia (Orobanchaceae) 50 espècies al món; 1 a Catalunya
- Bassia (Amaranthaceae) 22 espècies al món; 1 a Catalunya
- Bellardia (inclòs actualment dins el gènere Bartsia)
- Bellardiochloa (inclòs actualment dins el gènere Poa)
- Bellevalia (Asparagaceae) 65 espècies al món; 1 a Catalunya
- Bellis (Asteraceae) 14 espècies al món; 3 a Catalunya
- Berberis (Berberidaceae) 580 espècies al món; 2 a Catalunya
- Bergia (Elatinaceae) 29 espècies al món; 1 a Catalunya
- Berteroa (Brassicaceae) 5 espècies al món; 1 a Catalunya
- Berula (Apiaceae) 5 espècies al món; 1 a Catalunya
- Beta (Amaranthaceae) 9 espècies al món; 1 a Catalunya
- Betula (Betulaceae) 119 espècies al món; 2 a Catalunya
- Bidens (Asteraceae) 249 espècies al món; 6 a Catalunya
- Bifora (Apiaceae) 3 espècies al món; 2 a Catalunya
- Biscutella (Brassicaceae) 51 espècies al món; 3 a Catalunya
- Biserrula (inclòs actualment dins el gènere Astragalus)
- Blackstonia (Gentianaceae) 4 espècies al món; 1 a Catalunya
- Blechnum (Blechnaceae) 142 espècies al món; 1 a Catalunya
- Boleum (Brassicaceae) 1 espècies al món; 1 a Catalunya
- Borago (Boraginaceae) 5 espècies al món; 1 a Catalunya
- Borderea (inclòs actualment dins el gènere Dioscorea)
- Bothriochloa (Poaceae) 34 espècies al món; 1 a Catalunya
- Botrychium (Ophioglossaceae) 56 espècies al món; 3 a Catalunya
- Boussingaultia (inclòs actualment dins el gènere Anredera)
- Brachypodium (Poaceae) 22 espècies al món; 5 a Catalunya
- Brassica (Brassicaceae) 39 espècies al món; 7 a Catalunya
- Brimeura (Asparagaceae) 3 espècies al món; 1 a Catalunya
- Briza (Poaceae) 22 espècies al món; 3 a Catalunya
- Bromus (Poaceae) 169 espècies al món; 17 a Catalunya
- Broussonetia (Moraceae) 11 espècies al món; 1 a Catalunya
- Bryonia (Cucurbitaceae) 9 espècies al món; 1 a Catalunya
- Buchloe (Poaceae) 1 espècies al món; 1 a Catalunya
- Buddleja (Scrophulariaceae) 141 espècies al món; 1 a Catalunya
- Bufonia (Caryophyllaceae) 32 espècies al món; 4 a Catalunya
- Bulbocodium (inclòs actualment dins el gènere Colchicum)
- Bunias (Brassicaceae) 3 espècies al món; 1 a Catalunya
- Bunium (Apiaceae) 50 espècies al món; 2 a Catalunya
- Bupleurum (Apiaceae) 208 espècies al món; 13 a Catalunya
- Butomus (Butomaceae) 2 espècies al món; 1 a Catalunya
- Buxus (Buxaceae) 104 espècies al món; 1 a Catalunya
- Cachrys (Apiaceae) 6 espècies al món; 1 a Catalunya
- Caesalpinia (Fabaceae) 162 espècies al món; 1 a Catalunya
- Cakile (Brassicaceae) 7 espècies al món; 1 a Catalunya
- Calamagrostis (Poaceae) 291 espècies al món; 1 a Catalunya
- Calendula (Asteraceae) 12 espècies al món; 2 a Catalunya
- Calepina (Brassicaceae) 1 espècies al món; 1 a Catalunya
- Calicotome (Fabaceae) 5 espècies al món; 1 a Catalunya
- Callitriche (Plantaginaceae) 63 espècies al món; 5 a Catalunya
- Calluna (Ericaceae) 1 espècies al món; 1 a Catalunya
- Caltha (Ranunculaceae) 6 espècies al món; 1 a Catalunya
- Calycocorsus (inclòs actualment dins el gènere Willemetia)
- Calystegia (Convolvulaceae) 25 espècies al món; 2 a Catalunya
- Camelina (Brassicaceae) 8 espècies al món; 1 a Catalunya
- Campanula (Campanulaceae) 440 espècies al món; 14 a Catalunya
- Camphorosma (Amaranthaceae) 6 espècies al món; 1 a Catalunya
- Cannabis (Cannabaceae) 1 espècies al món; 1 a Catalunya
- Capparis (Capparaceae) 181 espècies al món; 1 a Catalunya
- Capsella (Brassicaceae) 9 espècies al món; 1 a Catalunya
- Cardamine (Brassicaceae) 233 espècies al món; 11 a Catalunya
- Cardiospermum (Sapindaceae) 17 espècies al món; 1 a Catalunya
- Carduncellus (Asteraceae) 4 espècies al món; 2 a Catalunya
- Carduus (Asteraceae) 130 espècies al món; 8 a Catalunya
- Carex (Cyperaceae) 2.062 espècies al món; 62 a Catalunya
- Carlina (Asteraceae) 34 espècies al món; 5 a Catalunya
- Carpesium (Asteraceae) 24 espècies al món; 1 a Catalunya
- Carpinus (Betulaceae) 42 espècies al món; 1 a Catalunya
- Carpobrotus (Aizoaceae) 14 espècies al món; 2 a Catalunya
- Carrichtera (Brassicaceae) 1 espècies al món; 1 a Catalunya
- Carthamus (Asteraceae) 48 espècies al món; 2 a Catalunya
- Carum (Apiaceae) 29 espècies al món; 2 a Catalunya
- Castanea (Fagaceae) 9 espècies al món; 1 a Catalunya
- Catabrosa (Poaceae) 2 espècies al món; 1 a Catalunya
- Catalpa (Bignoniaceae) 11 espècies al món; 1 a Catalunya
- Catananche (Asteraceae) 5 espècies al món; 1 a Catalunya
- Catapodium (Poaceae) 4 espècies al món; 2 a Catalunya
- Caucalis (Apiaceae) 1 espècies al món; 1 a Catalunya
- Cedrus (Pinaceae) 3 espècies al món; 3 a Catalunya
- Celtis (Cannabaceae) 72 espècies al món; 1 a Catalunya
- Cenchrus (Poaceae) 23 espècies al món; 1 a Catalunya
- Centaurea (Asteraceae) 734 espècies al món; 22 a Catalunya
- Centaurium (Gentianaceae) 31 espècies al món; 5 a Catalunya
- Centranthus (Caprifoliaceae) 11 espècies al món; 4 a Catalunya
- Cephalanthera (Orchidaceae) 25 espècies al món; 3 a Catalunya
- Cephalaria (Caprifoliaceae) 88 espècies al món; 2 a Catalunya
- Cerastium (Caryophyllaceae) 205 espècies al món; 13 a Catalunya
- Ceratonia (Fabaceae) 2 espècies al món; 1 a Catalunya
- Ceratophyllum (Ceratophyllaceae) 4 espècies al món; 2 a Catalunya
- Cercis (Fabaceae) 10 espècies al món; 1 a Catalunya
- Cerinthe (Boraginaceae) 6 espècies al món; 1 a Catalunya
- Cestrum (Solanaceae) 247 espècies al món; 1 a Catalunya
- Ceterach (Aspleniaceae) 2 espècies al món; 1 a Catalunya
- Chaenomeles (Rosaceae) 6 espècies al món; 1 a Catalunya
- Chaenorhinum (Plantaginaceae) 25 espècies al món; 3 a Catalunya
- Chaerophyllum (Apiaceae) 46 espècies al món; 3 a Catalunya
- Chamaecytisus (Fabaceae) 14 espècies al món; 1 a Catalunya
- Chamaemelum (Asteraceae) 4 espècies al món; 2 a Catalunya
- Chamaerops (Arecaceae) 1 espècies al món; 1 a Catalunya
- Chamaespartium (Fabaceae) 2 espècies al món; 1 a Catalunya
- Cheilanthes (Pteridaceae) 176 espècies al món; 3 a Catalunya
- Cheiranthus (inclòs actualment dins el gènere Erysimum)
- Cheirolophus (Asteraceae) 26 espècies al món; 1 a Catalunya
- Chelidonium (Papaveraceae) 2 espècies al món; 1 a Catalunya
- Chenopodium (Amaranthaceae) 150 espècies al món; 15 a Catalunya
- Chloris (Poaceae) 63 espècies al món; 1 a Catalunya
- Chondrilla (Asteraceae) 41 espècies al món; 1 a Catalunya
- Chrozophora (Euphorbiaceae) 9 espècies al món; 1 a Catalunya
- Chrysanthemum (Asteraceae) 42 espècies al món; 2 a Catalunya
- Chrysosplenium (Saxifragaceae) 73 espècies al món; 2 a Catalunya
- Cicendia (Gentianaceae) 3 espècies al món; 1 a Catalunya
- Cicer (Fabaceae) 44 espècies al món; 1 a Catalunya
- Cicerbita (Asteraceae) 16 espècies al món; 2 a Catalunya
- Cichorium (Asteraceae) 10 espècies al món; 2 a Catalunya
- Circaea (Onagraceae) 15 espècies al món; 2 a Catalunya
- Cirsium (Asteraceae) 481 espècies al món; 12 a Catalunya
- Cistus (Cistaceae) 52 espècies al món; 8 a Catalunya
- Citrullus (Cucurbitaceae) 4 espècies al món; 1 a Catalunya
- Citrus (Rutaceae) 33 espècies al món; 3 a Catalunya
- Cladium (Cyperaceae) 5 espècies al món; 1 a Catalunya
- Cleistogenes (Poaceae) 13 espècies al món; 1 a Catalunya
- Clematis (Ranunculaceae) 373 espècies al món; 3 a Catalunya
- Clypeola (Brassicaceae) 9 espècies al món; 1 a Catalunya
- Cneorum (Rutaceae) 2 espècies al món; 1 a Catalunya
- Cnicus (Asteraceae) 3 espècies al món; 1 a Catalunya
- Cochlearia (Brassicaceae) 27 espècies al món; 1 a Catalunya
- Coeloglossum (inclòs actualment dins el gènere Dactylorhiza)
- Coincya (Brassicaceae) 6 espècies al món; 1 a Catalunya
- Colchicum (Colchicaceae) 103 espècies al món; 2 a Catalunya
- Colutea (Fabaceae) 25 espècies al món; 1 a Catalunya
- Commelina (Commelinaceae) 215 espècies al món; 1 a Catalunya
- Conium (Apiaceae) 4 espècies al món; 1 a Catalunya
- Conopodium (Apiaceae) 8 espècies al món; 1 a Catalunya
- Conringia (Brassicaceae) 6 espècies al món; 1 a Catalunya
- Consolida (Ranunculaceae) 52 espècies al món; 2 a Catalunya
- Convallaria (Asparagaceae) 3 espècies al món; 1 a Catalunya
- Convolvulus (Convolvulaceae) 72 espècies al món; 8 a Catalunya
- Conyza (Asteraceae) 154 espècies al món; 3 a Catalunya
- Corallorhiza (Orchidaceae) 11 espècies al món; 1 a Catalunya
- Coriandrum (Apiaceae) 2 espècies al món; 1 a Catalunya
- Coriaria (Coriariaceae) 16 espècies al món; 1 a Catalunya
- Coris (Primulaceae) 1 espècies al món; 1 a Catalunya
- Cornus (Cornaceae) 51 espècies al món; 2 a Catalunya
- Coronilla (Fabaceae) 10 espècies al món; 7 a Catalunya
- Coronopus (inclòs actualment dins el gènere Lepidium)
- Corrigiola (Molluginaceae) 11 espècies al món; 1 a Catalunya
- Cortaderia (Poaceae) 25 espècies al món; 1 a Catalunya
- Corydalis (Papaveraceae) 586 espècies al món; 3 a Catalunya
- Corylus (Betulaceae) 17 espècies al món; 1 a Catalunya
- Corynephorus (Poaceae) 5 espècies al món; 2 a Catalunya
- Cosmos (Asteraceae) 42 espècies al món; 1 a Catalunya
- Cotoneaster (Rosaceae) 278 espècies al món; 2 a Catalunya
- Cotula (Asteraceae) 62 espècies al món; 1 a Catalunya
- Crassula (Crassulaceae) 209 espècies al món; 4 a Catalunya
- Crataegus (Rosaceae) 380 espècies al món; 2 a Catalunya
- Crepis (Asteraceae) 252 espècies al món; 16 a Catalunya
- Cressa (Convolvulaceae) 3 espècies al món; 1 a Catalunya
- Crithmum (Apiaceae) 1 espècies al món; 1 a Catalunya
- Crocus (Iridaceae) 104 espècies al món; 4 a Catalunya
- Crucianella (Rubiaceae) 31 espècies al món; 2 a Catalunya
- Cruciata (Rubiaceae) 10 espècies al món; 2 a Catalunya
- Crupina (Asteraceae) 5 espècies al món; 1 a Catalunya
- Crypsis (Poaceae) 10 espècies al món; 2 a Catalunya
- Cryptogramma (Pteridaceae) 12 espècies al món; 1 a Catalunya
- Cucubalus (inclòs actualment dins el gènere Silene)
- Cucumis (Cucurbitaceae) 52 espècies al món; 2 a Catalunya
- Cucurbita (Cucurbitaceae) 19 espècies al món; 2 a Catalunya
- Cuminum (Apiaceae) 4 espècies al món; 1 a Catalunya
- Cupressus (Cupressaceae) 19 espècies al món; 4 a Catalunya
- Cuscuta (Convolvulaceae) 171 espècies al món; 4 a Catalunya
- Cutandia (Poaceae) 6 espècies al món; 1 a Catalunya
- Cyclamen (Primulaceae) 20 espècies al món; 2 a Catalunya
- Cydonia (Rosaceae) 1 espècies al món; 1 a Catalunya
- Cymbalaria (Plantaginaceae) 10 espècies al món; 1 a Catalunya
- Cymodocea (Cymodoceaceae) 4 espècies al món; 1 a Catalunya
- Cynanchum (Apocynaceae) 283 espècies al món; 1 a Catalunya
- Cynara (Asteraceae) 11 espècies al món; 2 a Catalunya
- Cynodon (Poaceae) 11 espècies al món; 1 a Catalunya
- Cynoglossum (Boraginaceae) 83 espècies al món; 4 a Catalunya
- Cynosurus (Poaceae) 9 espècies al món; 3 a Catalunya
- Cyperus (Cyperaceae) 699 espècies al món; 13 a Catalunya
- Cypripedium (Orchidaceae) 59 espècies al món; 1 a Catalunya
- Cyrtomium (Dryopteridaceae) 43 espècies al món; 1 a Catalunya
- Cystopteris (Cystopteridaceae) 26 espècies al món; 2 a Catalunya
- Cytinus (Cytinaceae) 8 espècies al món; 2 a Catalunya
- Cytisophyllum (Fabaceae) 1 espècies al món; 1 a Catalunya
- Dactylis (Poaceae) 2 espècies al món; 1 a Catalunya
- Damasonium (Alismataceae) 6 espècies al món; 1 a Catalunya
- Danthonia (Poaceae) 25 espècies al món; 1 a Catalunya
- Daphne (Thymelaeaceae) 92 espècies al món; 5 a Catalunya
- Datura (Solanaceae) 13 espècies al món; 4 a Catalunya
- Daucus (Apiaceae) 28 espècies al món; 3 a Catalunya
- Delairea (Asteraceae) 1 espècies al món; 1 a Catalunya
- Delphinium (Ranunculaceae) 457 espècies al món; 4 a Catalunya
- Deschampsia (Poaceae) 42 espècies al món; 3 a Catalunya
- Descurainia (Brassicaceae) 46 espècies al món; 1 a Catalunya
- Dethawia (Apiaceae) 1 espècies al món; 1 a Catalunya
- Dianthus (Caryophyllaceae) 338 espècies al món; 12 a Catalunya
- Dichanthium (Poaceae) 21 espècies al món; 1 a Catalunya
- Dictamnus (Rutaceae) 1 espècies al món; 2 a Catalunya
- Digitalis (Plantaginaceae) 25 espècies al món; 3 a Catalunya
- Digitaria (Poaceae) 260 espècies al món; 2 a Catalunya
- Dioscorea (Dioscoreaceae) 613 espècies al món; 1 a Catalunya
- Diospyros (Ebenaceae) 725 espècies al món; 2 a Catalunya
- Dipcadi (Asparagaceae) 42 espècies al món; 1 a Catalunya
- Diplotaxis (Brassicaceae) 35 espècies al món; 6 a Catalunya
- Dipsacus (Caprifoliaceae) 28 espècies al món; 2 a Catalunya
- Disphyma (Aizoaceae) 5 espècies al món; 1 a Catalunya
- Doronicum (Asteraceae) 39 espècies al món; 4 a Catalunya
- Dorycnium (Fabaceae) 12 espècies al món; 4 a Catalunya
- Draba (Brassicaceae) 440 espècies al món; 8 a Catalunya
- Dracocephalum (Lamiaceae) 74 espècies al món; 1 a Catalunya
- Drosanthemum (Aizoaceae) 112 espècies al món; 1 a Catalunya
- Drosera (Droseraceae) 187 espècies al món; 3 a Catalunya
- Dryas (Rosaceae) 10 espècies al món; 1 a Catalunya
- Dryopteris (Dryopteridaceae) 302 espècies al món; 3 a Catalunya
- Duchesnea (Rosaceae) 2 espècies al món; 1 a Catalunya
- Ecballium (Cucurbitaceae) 1 espècies al món; 1 a Catalunya
- Echinaria (Poaceae) 1 espècies al món; 1 a Catalunya
- Echinochloa (Poaceae) 35 espècies al món; 3 a Catalunya
- Echinophora (Apiaceae) 11 espècies al món; 1 a Catalunya
- Echinops (Asteraceae) 139 espècies al món; 2 a Catalunya
- Echium (Boraginaceae) 67 espècies al món; 6 a Catalunya
- Eclipta (Asteraceae) 11 espècies al món; 1 a Catalunya
- Egeria (gènere) (Hydrocharitaceae) 3 espècies al món; 1 a Catalunya
- Ehrharta (Poaceae) 37 espècies al món; 1 a Catalunya
- Eichhornia (Pontederiaceae) 6 espècies al món; 1 a Catalunya
- Einadia (Amaranthaceae) 6 espècies al món; 1 a Catalunya
- Elaeagnus (Elaeagnaceae) 98 espècies al món; 1 a Catalunya
- Elaeoselinum (Apiaceae) 5 espècies al món; 1 a Catalunya
- Elatine (Elatinaceae) 28 espècies al món; 3 a Catalunya
- Eleocharis (Cyperaceae) 288 espècies al món; 5 a Catalunya
- Eleusine (Poaceae) 10 espècies al món; 2 a Catalunya
- Elodea (Hydrocharitaceae) 6 espècies al món; 1 a Catalunya
- Elymus (Poaceae) 234 espècies al món; 6 a Catalunya
- Emex (Polygonaceae) 2 espècies al món; 1 a Catalunya
- Empetrum (Ericaceae) 3 espècies al món; 1 a Catalunya
- Endressia (Apiaceae) 2 espècies al món; 1 a Catalunya
- Ephedra (Ephedraceae) 70 espècies al món; 3 a Catalunya
- Epilobium (Onagraceae) 222 espècies al món; 12 a Catalunya
- Epipactis (Orchidaceae) 70 espècies al món; 6 a Catalunya
- Epipogium (Orchidaceae) 3 espècies al món; 1 a Catalunya
- Equisetum (Equisetaceae) 25 espècies al món; 7 a Catalunya
- Eragrostis (Poaceae) 424 espècies al món; 6 a Catalunya
- Erica (Ericaceae) 868 espècies al món; 6 a Catalunya
- Erigeron (Asteraceae) 476 espècies al món; 7 a Catalunya
- Erinacea (Fabaceae) 3 espècies al món; 1 a Catalunya
- Erinus (Plantaginaceae) 2 espècies al món; 1 a Catalunya
- Eriobotrya (Rosaceae) 12 espècies al món; 1 a Catalunya
- Eriophorum (Cyperaceae) 27 espècies al món; 4 a Catalunya
- Erodium (Geraniaceae) 128 espècies al món; 10 a Catalunya
- Erophila (Brassicaceae) 4 espècies al món; 1 a Catalunya
- Eruca (Brassicaceae) 3 espècies al món; 1 a Catalunya
- Erucastrum (Brassicaceae) 28 espècies al món; 2 a Catalunya
- Eryngium (Apiaceae) 257 espècies al món; 3 a Catalunya
- Erysimum (Brassicaceae) 261 espècies al món; 4 a Catalunya
- Erythronium (Liliaceae) 29 espècies al món; 1 a Catalunya
- Eschscholzia (Papaveraceae) 12 espècies al món; 1 a Catalunya
- Eucalyptus (Myrtaceae) 822 espècies al món; 2 a Catalunya
- Euonymus (Celastraceae) 142 espècies al món; 2 a Catalunya
- Eupatorium (Asteraceae) 126 espècies al món; 1 a Catalunya
- Euphorbia (Euphorbiaceae) 2046 espècies al món; 37 a Catalunya
- Euphrasia (Orobanchaceae) 54 espècies al món; 7 a Catalunya
- Evax (inclòs actualment dins el gènere Filago)
- Exaculum (Gentianaceae) 1 espècies al món; 1 a Catalunya
- Fagopyrum (Polygonaceae) 26 espècies al món; 1 a Catalunya
- Fagus (Fagaceae) 11 espècies al món; 1 a Catalunya
- Ferula (Apiaceae) 208 espècies al món; 2 a Catalunya
- Festuca (Poaceae) 664 espècies al món; 23 a Catalunya
- Ficus (Moraceae) 841 espècies al món; 1 a Catalunya
- Filago (Asteraceae) 56 espècies al món; 5 a Catalunya
- Filipendula (Rosaceae) 16 espècies al món; 2 a Catalunya
- Foeniculum (Apiaceae) 3 espècies al món; 1 a Catalunya
- Forsythia (Oleaceae) 13 espècies al món; 1 a Catalunya
- Fragaria (Rosaceae) 17 espècies al món; 2 a Catalunya
- Frankenia (Frankeniaceae) 73 espècies al món; 2 a Catalunya
- Fraxinus (Oleaceae) 63 espècies al món; 4 a Catalunya
- Freesia (Iridaceae) 16 espècies al món; 1 a Catalunya
- Fritillaria (Liliaceae) 141 espècies al món; 1 a Catalunya
- Fumana (Cistaceae) 19 espècies al món; 4 a Catalunya
- Fumaria (Papaveraceae) 57 espècies al món; 10 a Catalunya
- Gagea (Liliaceae) 209 espècies al món; 6 a Catalunya
- Galactites (Asteraceae) 4 espècies al món; 1 a Catalunya
- Galanthus (Amaryllidaceae) 21 espècies al món; 1 a Catalunya
- Galega (Fabaceae) 5 espècies al món; 1 a Catalunya
- Galeopsis (Lamiaceae) 14 espècies al món; 3 a Catalunya
- Galinsoga (Asteraceae) 15 espècies al món; 2 a Catalunya
- Galium (Rubiaceae) 659 espècies al món; 21 a Catalunya
- Garidella (inclòs actualment dins el gènere Nigella)
- Gastridium (Poaceae) 2 espècies al món; 2 a Catalunya
- Gaudinia (Poaceae) 4 espècies al món; 1 a Catalunya
- Gazania (Asteraceae) 19 espècies al món; 1 a Catalunya
- Genista (Fabaceae) 125 espècies al món; 13 a Catalunya
- Gentiana (Gentianaceae) 359 espècies al món; 12 a Catalunya
- Geranium (Geraniaceae) 415 espècies al món; 16 a Catalunya
- Geum (Rosaceae) 35 espècies al món; 6 a Catalunya
- Ginkgo (Ginkgoaceae) 1 espècies al món; 1 a Catalunya
- Gladiolus (Iridaceae) 280 espècies al món; 3 a Catalunya
- Glaucium (Papaveraceae) 25 espècies al món; 2 a Catalunya
- Glechoma (Lamiaceae) 8 espècies al món; 1 a Catalunya
- Gleditsia (Fabaceae) 15 espècies al món; 1 a Catalunya
- Glinus (Molluginaceae) 10 espècies al món; 1 a Catalunya
- Globularia (Plantaginaceae) 31 espècies al món; 4 a Catalunya
- Glottiphyllum (Aizoaceae) 19 espècies al món; 1 a Catalunya
- Glyceria (Poaceae) 47 espècies al món; 1 a Catalunya
- Glycyrrhiza (Fabaceae) 21 espècies al món; 1 a Catalunya
- Gnaphalium (Asteraceae) 122 espècies al món; 8 a Catalunya
- Gomphocarpus (Apocynaceae) 21 espècies al món; 1 a Catalunya
- Goodyera (Orchidaceae) 99 espècies al món; 1 a Catalunya
- Gratiola (Plantaginaceae) 28 espècies al món; 1 a Catalunya
- Guizotia (Asteraceae) 9 espècies al món; 1 a Catalunya
- Gymnadenia (Orchidaceae) 34 espècies al món; 3 a Catalunya
- Gymnocarpium (Cystopteridaceae) 9 espècies al món; 2 a Catalunya
- Gypsophila (Caryophyllaceae) 152 espècies al món; 4 a Catalunya
- Hainardia (Poaceae) 1 espècies al món; 1 a Catalunya
- Halimium (Cistaceae) 13 espècies al món; 3 a Catalunya
- Haplophyllum (Rutaceae) 2 espècies al món; 1 a Catalunya
- Hedera (Araliaceae) 17 espècies al món; 1 a Catalunya
- Hedypnois (Asteraceae) 4 espècies al món; 1 a Catalunya
- Hedysarum (Fabaceae) 201 espècies al món; 3 a Catalunya
- Helianthemum (Cistaceae) 73 espècies al món; 13 a Catalunya
- Helianthus (Asteraceae) 71 espècies al món; 2 a Catalunya
- Helichrysum (Asteraceae) 506 espècies al món; 2 a Catalunya
- Helictotrichon (Poaceae) 90 espècies al món; 6 a Catalunya
- Heliotropium (Boraginaceae) 156 espècies al món; 2 a Catalunya
- Helleborus (Ranunculaceae) 13 espècies al món; 2 a Catalunya
- Hemerocallis (Xanthorrhoeaceae) 20 espècies al món; 1 a Catalunya
- Heracleum (Apiaceae) 52 espècies al món; 1 a Catalunya
- Herniaria (Caryophyllaceae) 33 espècies al món; 5 a Catalunya
- Hesperis (Brassicaceae) 51 espècies al món; 3 a Catalunya
- Heteropogon (Poaceae) 6 espècies al món; 1 a Catalunya
- Hibiscus (Malvaceae) 241 espècies al món; 1 a Catalunya
- Hieracium (Asteraceae) 2.241 espècies al món; 64 a Catalunya
- Hierochloe (Poaceae) 33 espècies al món; 1 a Catalunya
- Himantoglossum (Orchidaceae) 12 espècies al món; 1 a Catalunya
- Hippocrepis (Fabaceae) 30 espècies al món; 3 a Catalunya
- Hippophae (Elaeagnaceae) 6 espècies al món; 1 a Catalunya
- Hippuris (Plantaginaceae) 2 espècies al món; 1 a Catalunya
- Hirschfeldia (Brassicaceae) 1 espècies al món; 1 a Catalunya
- Holcus (Poaceae) 11 espècies al món; 2 a Catalunya
- Holosteum (Caryophyllaceae) 1 espècies al món; 1 a Catalunya
- Homogyne (Asteraceae) 2 espècies al món; 1 a Catalunya
- Hordelymus (Poaceae) 1 espècies al món; 1 a Catalunya
- Hordeum (Poaceae) 43 espècies al món; 5 a Catalunya
- Hornungia (Brassicaceae) 5 espècies al món; 1 a Catalunya
- Hugueninia (Brassicaceae) 1 espècies al món; 1 a Catalunya
- Humulus (Cannabaceae) 3 espècies al món; 1 a Catalunya
- Hydrocharis (Hydrocharitaceae) 3 espècies al món; 1 a Catalunya
- Hydrocotyle (Araliaceae) 99 espècies al món; 2 a Catalunya
- Hymenolobus (inclòs actualment dins el gènere Hornungia)
- Hyoscyamus (Solanaceae) 10 espècies al món; 2 a Catalunya
- Hyoseris (Asteraceae) 12 espècies al món; 2 a Catalunya
- Hyparrhenia (Poaceae) 56 espècies al món; 1 a Catalunya
- Hypecoum (Papaveraceae) 15 espècies al món; 2 a Catalunya
- Hypericum (Hypericaceae) 458 espècies al món; 14 a Catalunya
- Hypochaeris (Asteraceae) 85 espècies al món; 3 a Catalunya
- Hyssopus (Lamiaceae) 7 espècies al món; 1 a Catalunya
- Iberis (Brassicaceae) 29 espècies al món; 7 a Catalunya
- Ilex (Aquifoliaceae) 475 espècies al món; 1 a Catalunya
- Impatiens (Balsaminaceae) 487 espècies al món; 4 a Catalunya
- Imperata (Poaceae) 11 espècies al món; 1 a Catalunya
- Inula (Asteraceae) 110 espècies al món; 10 a Catalunya
- Ipheion (Amaryllidaceae) 2 espècies al món; 1 a Catalunya
- Ipomoea (Convolvulaceae) 449 espècies al món; 2 a Catalunya
- Iris (Iridaceae) 362 espècies al món; 11 a Catalunya
- Isatis (Brassicaceae) 80 espècies al món; 1 a Catalunya
- Isoetes (Isoetaceae) 84 espècies al món; 6 a Catalunya
- Isopyrum (Ranunculaceae) 6 espècies al món; 1 a Catalunya
- Jacaranda (Bignoniaceae) 48 espècies al món; 1 a Catalunya
- Jasione (Campanulaceae) 15 espècies al món; 3 a Catalunya
- Jasminum (Oleaceae) 198 espècies al món; 1 a Catalunya
- Jasonia (Asteraceae) 3 espècies al món; 2 a Catalunya
- Juglans (Juglandaceae) 21 espècies al món; 2 a Catalunya
- Juncus (Juncaceae) 348 espècies al món; 25 a Catalunya
- Juniperus (Cupressaceae) 75 espècies al món; 5 a Catalunya
- Jurinea (Asteraceae) 207 espècies al món; 1 a Catalunya
- Kalanchoe (Crassulaceae) 133 espècies al món; 4 a Catalunya
- Kernera (Brassicaceae) 1 espècies al món; 1 a Catalunya
- Kickxia (Plantaginaceae) 10 espècies al món; 4 a Catalunya
- Knautia (Caprifoliaceae) 48 espècies al món; 4 a Catalunya
- Kobresia (Cyperaceae) 57 espècies al món; 1 a Catalunya
- Kochia (Amaranthaceae) 9 espècies al món; 2 a Catalunya
- Koeleria (Poaceae) 50 espècies al món; 7 a Catalunya
- Koelreuteria (Sapindaceae) 3 espècies al món; 1 a Catalunya
- Kosteletzkya (Malvaceae) 22 espècies al món; 1 a Catalunya
- Kundmannia (Apiaceae) 1 espècies al món; 1 a Catalunya
- Laburnum (Fabaceae) 4 espècies al món; 1 a Catalunya
- Lactuca (Asteraceae) 147 espècies al món; 7 a Catalunya
- Lagurus (Poaceae) 1 espècies al món; 1 a Catalunya
- Lamarckia (Poaceae) 1 espècies al món; 1 a Catalunya
- Lamium (Lamiaceae) 25 espècies al món; 7 a Catalunya
- Lantana (Verbenaceae) 129 espècies al món; 1 a Catalunya
- Lappula (Boraginaceae) 54 espècies al món; 2 a Catalunya
- Lapsana (Asteraceae) 6 espècies al món; 1 a Catalunya
- Larix (Pinaceae) 14 espècies al món; 1 a Catalunya
- Laserpitium (Apiaceae) 14 espècies al món; 4 a Catalunya
- Lathraea (Orobanchaceae) 4 espècies al món; 2 a Catalunya
- Lathyrus (Fabaceae) 159 espècies al món; 25 a Catalunya
- Launaea (Asteraceae) 59 espècies al món; 1 a Catalunya
- Laurus (Lauraceae) 4 espècies al món; 1 a Catalunya
- Lavandula (Lamiaceae) 47 espècies al món; 4 a Catalunya
- Lavatera (Malvaceae) 10 espècies al món; 5 a Catalunya
- Leersia (Poaceae) 18 espècies al món; 1 a Catalunya
- Legousia (Campanulaceae) 7 espècies al món; 4 a Catalunya
- Lemna (Araceae) 14 espècies al món; 4 a Catalunya
- Lens (Fabaceae) 7 espècies al món; 1 a Catalunya
- Leontodon (Asteraceae) 79 espècies al món; 9 a Catalunya
- Leontopodium (Asteraceae) 61 espècies al món; 1 a Catalunya
- Leonurus (Lamiaceae) 24 espècies al món; 1 a Catalunya
- Lepidium (Brassicaceae) 234 espècies al món; 10 a Catalunya
- Leptochloa (Poaceae) 36 espècies al món; 1 a Catalunya
- Leucanthemopsis (Asteraceae) 7 espècies al món; 1 a Catalunya
- Leucanthemum (Asteraceae) 42 espècies al món; 2 a Catalunya
- Leucojum (Amaryllidaceae) 2 espècies al món; 1 a Catalunya
- Leuzea (inclòs actualment dins el gènere Rhaponticum)
- Levisticum (Apiaceae) 1 espècies al món; 1 a Catalunya
- Ligularia (Asteraceae) 155 espècies al món; 1 a Catalunya
- Ligusticum (Apiaceae) 58 espècies al món; 1 a Catalunya
- Ligustrum (Oleaceae) 47 espècies al món; 3 a Catalunya
- Lilium (Liliaceae) 111 espècies al món; 3 a Catalunya
- Limodorum (Orchidaceae) 3 espècies al món; 1 a Catalunya
- Limoniastrum (Plumbaginaceae) 1 espècies al món; 1 a Catalunya
- Limonium (Plumbaginaceae) 166 espècies al món; 18 a Catalunya
- Linaria (Plantaginaceae) 98 espècies al món; 11 a Catalunya
- Lindernia (Linderniaceae) 85 espècies al món; 1 a Catalunya
- Linum (Linaceae) 141 espècies al món; 10 a Catalunya
- Lippia (Verbenaceae) 191 espècies al món; 3 a Catalunya
- Listera (inclòs actualment dins el gènere Neottia)
- Lithospermum (Boraginaceae) 77 espècies al món; 6 a Catalunya
- Loeflingia (Caryophyllaceae) 4 espècies al món; 1 a Catalunya
- Loiseleuria (Ericaceae) 1 espècies al món; 1 a Catalunya
- Lolium (Poaceae) 11 espècies al món; 4 a Catalunya
- Lonicera (Caprifoliaceae) 103 espècies al món; 10 a Catalunya
- Lotus (Fabaceae) 141 espècies al món; 8 a Catalunya
- Ludwigia (Onagraceae) 91 espècies al món; 3 a Catalunya
- Luffa (Cucurbitaceae) 5 espècies al món; 1 a Catalunya
- Lunaria (Brassicaceae) 4 espècies al món; 1 a Catalunya
- Lupinus (Fabaceae) 626 espècies al món; 4 a Catalunya
- Luronium (Alismataceae) 1 espècies al món; 1 a Catalunya
- Luzula (Juncaceae) 141 espècies al món; 12 a Catalunya
- Lychnis (Caryophyllaceae) 14 espècies al món; 3 a Catalunya
- Lycium (Solanaceae) 88 espècies al món; 1 a Catalunya
- Lycopodium (Lycopodiaceae) 70 espècies al món; 2 a Catalunya
- Lycopus (Lamiaceae) 21 espècies al món; 1 a Catalunya
- Lygeum (Poaceae) 1 espècies al món; 1 a Catalunya
- Lysimachia (Primulaceae) 193 espècies al món; 3 a Catalunya
- Lythrum (Lythraceae) 30 espècies al món; 6 a Catalunya
- Magnolia (Magnoliaceae) 242 espècies al món; 1 a Catalunya
- Maianthemum (Asparagaceae) 39 espècies al món; 1 a Catalunya
- Malcolmia (Brassicaceae) 35 espècies al món; 4 a Catalunya
- Malva (Malvaceae) 29 espècies al món; 9 a Catalunya
- Mantisalca (Asteraceae) 4 espècies al món; 2 a Catalunya
- Maresia (Brassicaceae) 3 espècies al món; 1 a Catalunya
- Marrubium (Lamiaceae) 49 espècies al món; 3 a Catalunya
- Marsilea (Marsileaceae) 27 espècies al món; 2 a Catalunya
- Matricaria (Asteraceae) 25 espècies al món; 3 a Catalunya
- Matthiola (Brassicaceae) 50 espècies al món; 3 a Catalunya
- Meconopsis (Papaveraceae) 45 espècies al món; 1 a Catalunya
- Medicago (Fabaceae) 103 espècies al món; 20 a Catalunya
- Melampyrum (Orobanchaceae) 13 espècies al món; 4 a Catalunya
- Melia (Meliaceae) 2 espècies al món; 1 a Catalunya
- Melica (Poaceae) 92 espècies al món; 5 a Catalunya
- Melilotus (Fabaceae) 22 espècies al món; 8 a Catalunya
- Melissa (Lamiaceae) 4 espècies al món; 1 a Catalunya
- Melittis (Lamiaceae) 1 espècies al món; 1 a Catalunya
- Mentha (Lamiaceae) 42 espècies al món; 8 a Catalunya
- Menyanthes (Menyanthaceae) 1 espècies al món; 1 a Catalunya
- Mercurialis (Euphorbiaceae) 14 espècies al món; 3 a Catalunya
- Merendera (inclòs actualment dins el gènere Colchicum)
- Mesembryanthemum (Aizoaceae) 76 espècies al món; 1 a Catalunya
- Mespilus (Rosaceae) 3 espècies al món; 1 a Catalunya
- Meum (Apiaceae) 1 espècies al món; 1 a Catalunya
- Mibora (Poaceae) 2 espècies al món; 1 a Catalunya
- Microcnemum (Amaranthaceae) 1 espècies al món; 1 a Catalunya
- Micropus (Asteraceae) 4 espècies al món; 2 a Catalunya
- Micropyrum (Poaceae) 2 espècies al món; 1 a Catalunya
- Milium (Poaceae) 5 espècies al món; 2 a Catalunya
- Minuartia (Caryophyllaceae) 108 espècies al món; 11 a Catalunya
- Mirabilis (Nyctaginaceae) 63 espècies al món; 1 a Catalunya
- Moehringia (Caryophyllaceae) 30 espècies al món; 3 a Catalunya
- Moenchia (Caryophyllaceae) 3 espècies al món; 1 a Catalunya
- Molineriella (inclòs actualment dins el gènere Periballia)
- Molinia (Poaceae) 2 espècies al món; 1 a Catalunya
- Molopospermum (Apiaceae) 1 espècies al món; 1 a Catalunya
- Monotropa (Ericaceae) 2 espècies al món; 1 a Catalunya
- Montia (Montiacaceae) 13 espècies al món; 1 a Catalunya
- Moricandia (Brassicaceae) 8 espècies al món; 2 a Catalunya
- MoreraMorus (Moraceae) 17 espècies al món; 2 a Catalunya
- Mucizonia (inclòs actualment dins el gènere Sedum)
- Muhlenbergia (Poaceae) 162 espècies al món; 1 a Catalunya
- Murbeckiella (Brassicaceae) 5 espècies al món; 1 a Catalunya
- Muscari (Asparagaceae) 43 espècies al món; 2 a Catalunya
- Myagrum (Brassicaceae) 1 espècies al món; 1 a Catalunya
- Mycelis (inclòs actualment dins el gènere Lactuca)
- Myoporum (Scrophulariaceae) 4 espècies al món; 1 a Catalunya
- Myosotis (Boraginaceae) 61 espècies al món; 10 a Catalunya
- Myosoton (inclòs actualment dins el gènere Stellaria)
- Myosurus (Ranunculaceae) 8 espècies al món; 1 a Catalunya
- Myriophyllum (Haloragaceae) 28 espècies al món; 4 a Catalunya
- Myrrhis (Apiaceae) 2 espècies al món; 1 a Catalunya
- Myrrhoides (Apiaceae) 1 espècies al món; 1 a Catalunya
- Myrtus (Mirtaceae) 3 espècies al món; 1 a Catalunya
- Najas (Hydrocharitaceae) 38 espècies al món; 3 a Catalunya
- Narcissus (Amaryllidaceae) 116 espècies al món; 7 a Catalunya
- Nardus (Poaceae) 1 espècies al món; 1 a Catalunya
- Narthecium (Nartheciaceae) 7 espècies al món; 1 a Catalunya
- Neotinea (Orchidaceae) 5 espècies al món; 1 a Catalunya
- Neottia (Orchidaceae) 64 espècies al món; 3 a Catalunya
- Nepeta (Lamiaceae) 251 espècies al món; 4 a Catalunya
- Nephrolepis (Nephrolepidaceae) 22 espècies al món; 1 a Catalunya
- Nerium (Apocynaceae) 1 espècies al món; 1 a Catalunya
- Neslia (Brassicaceae) 1 espècies al món; 1 a Catalunya
- Nicandra (Solanaceae) 2 espècies al món; 1 a Catalunya
- Nicotiana (Solanaceae) 55 espècies al món; 3 a Catalunya
- Nigella (Ranunculaceae) 18 espècies al món; 2 a Catalunya
- Nigritella (inclòs actualment dins el gènere Gymnadenia)
- Nonea (Boraginaceae) 20 espècies al món; 2 a Catalunya
- Nothoscordum (Amaryllidaceae) 89 espècies al món; 1 a Catalunya
- Nymphaea (Nymphaeaceae) 44 espècies al món; 1 a Catalunya
- Ocimum (Lamiaceae) 66 espècies al món; 1 a Catalunya
- Odontites (Orobanchaceae) 11 espècies al món; 6 a Catalunya
- Oenanthe (Apiaceae) 28 espècies al món; 3 a Catalunya
- Oenothera (Onagraceae) 150 espècies al món; 4 a Catalunya
- Olea (Oleaceae) 35 espècies al món; 1 a Catalunya
- Onobrychis (Fabaceae) 148 espècies al món; 5 a Catalunya
- Ononis (Fabaceae) 69 espècies al món; 14 a Catalunya
- Onopordum (Asteraceae) 46 espècies al món; 3 a Catalunya
- Onosma (Boraginaceae) 77 espècies al món; 1 a Catalunya
- Ophioglossum (Ophioglossaceae) 34 espècies al món; 3 a Catalunya
- Ophrys (Orchidaceae) 144 espècies al món; 10 a Catalunya
- Oplismenus (Poaceae) 7 espècies al món; 1 a Catalunya
- Opopanax (Apiaceae) 3 espècies al món; 1 a Catalunya
- Opuntia (Cactaceae) 194 espècies al món; 8 a Catalunya
- Orchis (Orchidaceae) 61 espècies al món; 17 a Catalunya
- Oreochloa (Poaceae) 4 espècies al món; 1 a Catalunya
- Origanum (Lamiaceae) 56 espècies al món; 2 a Catalunya
- Orlaya (Apiaceae) 4 espècies al món; 2 a Catalunya
- Ornithogalum (Asparagaceae) 190 espècies al món; 5 a Catalunya
- Ornithopus (Fabaceae) 6 espècies al món; 4 a Catalunya
- Orobanche (Orobanchaceae) 119 espècies al món; 20 a Catalunya
- Oryza (Poaceae) 18 espècies al món; 1 a Catalunya
- Oryzopsis (Poaceae) 9 espècies al món; 3 a Catalunya
- Osmunda (Osmundaceae) 10 espècies al món; 1 a Catalunya
- Osyris (Santalaceae) 3 espècies al món; 1 a Catalunya
- Otanthus (Asteraceae) 1 espècies al món; 1 a Catalunya
- Oxalis (Oxalidaceae) 504 espècies al món; 7 a Catalunya
- Oxyria (Polygonaceae) 2 espècies al món; 1 a Catalunya
- Oxytropis (Fabaceae) 586 espècies al món; 3 a Catalunya
- Paeonia (Paeoniaceae) 36 espècies al món; 1 a Catalunya
- Paliurus (Rhamnaceae) 5 espècies al món; 1 a Catalunya
- Pallenis (Asteraceae) 6 espècies al món; 1 a Catalunya
- Pancratium (Amaryllidaceae) 21 espècies al món; 1 a Catalunya
- Panicum (Poaceae) 442 espècies al món; 4 a Catalunya
- Papaver (Papaveraceae) 55 espècies al món; 7 a Catalunya
- Paradisea (Asparagaceae) 2 espècies al món; 1 a Catalunya
- Parapholis (Poaceae) 6 espècies al món; 3 a Catalunya
- Parentucellia (Orobanchaceae) 2 espècies al món; 2 a Catalunya
- Parietaria (Urticaceae) 14 espècies al món; 2 a Catalunya
- Paris (Melanthiaceae) 27 espècies al món; 1 a Catalunya
- Parkinsonia (Fabaceae) 9 espècies al món; 1 a Catalunya
- Parnassia (Celastraceae) 72 espècies al món; 1 a Catalunya
- Paronychia (Caryophyllaceae) 72 espècies al món; 6 a Catalunya
- Parthenocissus (Vitaceae) 13 espècies al món; 3 a Catalunya
- Paspalum (Poaceae) 329 espècies al món; 4 a Catalunya
- Passiflora (Passifloraceae) 513 espècies al món; 1 a Catalunya
- Pastinaca (Apiaceae) 5 espècies al món; 1 a Catalunya
- Pedicularis (Orobanchaceae) 484 espècies al món; 6 a Catalunya
- Peganum (Nitrariaceae) 4 espècies al món; 1 a Catalunya
- Pellaea (Pteridaceae) 50 espècies al món; 1 a Catalunya
- Pennisetum (Poaceae) 83 espècies al món; 3 a Catalunya
- Peplis (inclòs actualment dins el gènere Lythrum)
- Periballia (Poaceae) 3 espècies al món; 1 a Catalunya
- Petasites (Asteraceae) 19 espècies al món; 2 a Catalunya
- Petrocallis (Brassicaceae) 1 espècies al món; 1 a Catalunya
- Petrocoptis (inclòs actualment dins el gènere Silene)
- Petrorhagia (Caryophyllaceae) 19 espècies al món; 1 a Catalunya
- Petroselinum (Apiaceae) 2 espècies al món; 2 a Catalunya
- Peucedanum (Apiaceae) 2 espècies al món; 7 a Catalunya
- Phacelia (Boraginaceae) 186 espècies al món; 1 a Catalunya
- Phagnalon (Asteraceae) 27 espècies al món; 3 a Catalunya
- Phalaris (Poaceae) 19 espècies al món; 5 a Catalunya
- Phaseolus (Fabaceae) 97 espècies al món; 2 a Catalunya
- Philadelphus (ydrangeaceae) 66 espècies al món; 1 a Catalunya
- Phillyrea (Oleaceae) 2 espècies al món; 2 a Catalunya
- Phleum (Poaceae) 18 espècies al món; 5 a Catalunya
- Phlomis (Lamiaceae) 113 espècies al món; 4 a Catalunya
- Phoenix (Arecaceae) 14 espècies al món; 1 a Catalunya
- Phragmites (Poaceae) 4 espècies al món; 1 a Catalunya
- Phyllitis (Aspleniaceae) 3 espècies al món; 2 a Catalunya
- Physalis (Solanaceae) 124 espècies al món; 3 a Catalunya
- Phyteuma (Campanulaceae) 26 espècies al món; 5 a Catalunya
- Phytolacca (Phytolaccaceae) 24 espècies al món; 2 a Catalunya
- Picea (Pinaceae) 40 espècies al món; 1 a Catalunya
- Picris (Asteraceae) 61 espècies al món; 3 Catalunya
- Pilularia (Marsileaceae) 1 espècies al món; 1 a Catalunya
- Pimpinella (Apiaceae) 106 espècies al món; 5 a Catalunya
- Pinguicula (Lentibulariaceae) 73 espècies al món; 3 a Catalunya
- Pinus (Pinaceae) 130 espècies al món; 9 a Catalunya
- Pistacia (Anacardiaceae) 12 espècies al món; 3 a Catalunya
- Pisum (Fabaceae) 7 espècies al món; 1 a Catalunya
- Pittosporum (Pittosporaceae) 110 espècies al món; 1 a Catalunya
- Plantago (Plantaginaceae) 158 espècies al món; 17 a Catalunya
- Platanthera (Orchidaceae) 152 espècies al món; 2 a Catalunya
- Platanus (Platanaceae) 9 espècies al món; 1 a Catalunya
- Platycapnos (Papaveraceae) 3 espècies al món; 1 a Catalunya
- Plumbago (Plumbaginaceae) 17 espècies al món; 2 a Catalunya
- Poa (Poaceae) 537 espècies al món; 12 a Catalunya
- Podranea (Bignoniaceae) 2 espècies al món; 1 a Catalunya
- Polycarpon (Caryophyllaceae) 9 espècies al món; 2 a Catalunya
- Polycnemum (Amaranthaceae) 5 espècies al món; 1 a Catalunya
- Polygala (Polygalaceae) 623 espècies al món; 8 a Catalunya
- Polygonatum (Asparagaceae) 71 espècies al món; 3 a Catalunya
- Polygonum (Polygonaceae) 217 espècies al món; 16 a Catalunya
- Polypodium (Polypodiaceae) 166 espècies al món; 1 a Catalunya
- Polypogon (Poaceae) 21 espècies al món; 3 a Catalunya
- Polystichum (Dryopteridaceae) 276 espècies al món; 3 a Catalunya
- Populus (Salicaceae) 98 espècies al món; 6 a Catalunya
- Portulaca (Portulacaceae) 109 espècies al món; 1 a Catalunya
- Posidonia (Posidoniaceae) 10 espècies al món; 1 a Catalunya
- Potamogeton (Potamogetonaceae) 160 espècies al món; 14 a Catalunya
- Potentilla (Rosaceae) 325 espècies al món; 22 a Catalunya
- Prenanthes (Asteraceae) 26 espècies al món; 1 a Catalunya
- Primula (Primulaceae) 392 espècies al món; 8 a Catalunya
- Pritzelago (inclòs actualment dins el gènere Hornungia)
- Prunella (Lamiaceae) 13 espècies al món; 5 a Catalunya
- Prunus (Rosaceae) 254 espècies al món; 13 a Catalunya
- Pseudorchis (Orchidaceae) 1 espècies al món; 1 a Catalunya
- Pseudorlaya (Apiaceae) 2 espècies al món; 1 a Catalunya
- Pseudotsuga (Pinaceae) 4 espècies al món; 1 a Catalunya
- Psilurus (Poaceae) 1 espècies al món; 1 a Catalunya
- Psoralea (Fabaceae) 101 espècies al món; 1 a Catalunya
- Pteridium (Dennstaedtiaceae) 11 espècies al món; 1 a Catalunya
- Pteris (Pteridaceae) 187 espècies al món; 1 a Catalunya
- Ptychotis (Apiaceae) 1 espècies al món; 1 a Catalunya
- Puccinellia (Poaceae) 110 espècies al món; 3 a Catalunya
- Pulicaria (Asteraceae) 68 espècies al món; 5 a Catalunya
- Pulmonaria (Boraginaceae) 15 espècies al món; 2 a Catalunya
- Punica (Lythraceae) 2 espècies al món; 1 a Catalunya
- Pyracantha (Rosaceae) 11 espècies al món; 3 a Catalunya
- Pyrola (Ericaceae) 36 espècies al món; 4 a Catalunya
- Pyrus (Rosaceae) 69 espècies al món; 3 a Catalunya
- Quercus (Fagaceae) 597 espècies al món; 12 a Catalunya
- Radiola (Linaceae) 1 espècies al món; 1 a Catalunya
- Ramonda (Gesneriaceae) 3 espècies al món; 1 a Catalunya
- Ranunculus (Ranunculaceae) 413 espècies al món; 31 a Catalunya
- Raphanus (Brassicaceae) 4 espècies al món; 1 a Catalunya
- Rapistrum (Brassicaceae) 2 espècies al món; 1 a Catalunya
- Reichardia (Asteraceae) 11 espècies al món; 1 a Catalunya
- Reseda (Resedaceae) 31 espècies al món; 7 a Catalunya
- Retama (Fabaceae) 4 espècies al món; 1 a Catalunya
- Rhagadiolus (Asteraceae) 2 espècies al món; 1 a Catalunya
- Rhamnus (Rhamnaceae) 113 espècies al món; 7 a Catalunya
- Rhaponticum (Asteraceae) 23 espècies al món; 2 a Catalunya
- Rhinanthus (Orobanchaceae) 34 espècies al món; 3 a Catalunya
- Rhododendron (Ericaceae) 641 espècies al món; 1 a Catalunya
- Rhus (Anacardiaceae) 131 espècies al món; 2 a Catalunya
- Ribes (Grossulariaceae) 194 espècies al món; 4 a Catalunya
- Ricinus (Euphorbiaceae) 1 espècies al món; 1 a Catalunya
- Ridolfia (Apiaceae) 1 espècies al món; 1 a Catalunya
- Robinia (Fabaceae) 8 espècies al món; 1 a Catalunya
- Roemeria (Papaveraceae) 2 espècies al món; 1 a Catalunya
- Romulea (Iridaceae) 109 espècies al món; 3 a Catalunya
- Rorippa (Brassicaceae) 91 espècies al món; 7 a Catalunya
- Rosa (Rosaceae) 366 espècies al món; 17 a Catalunya
- Rosmarinus (Lamiaceae) 5 espècies al món; 1 a Catalunya
- Rostraria (Poaceae) 13 espècies al món; 1 a Catalunya
- Rubia (Rubiaceae) 82 espècies al món; 2 a Catalunya
- Rubus (Rosaceae) 1.494 espècies al món; 14 a Catalunya
- Rumex (Polygonaceae) 152 espècies al món; 17 a Catalunya
- Ruppia (Ruppiaceae) 8 espècies al món; 2 a Catalunya
- Ruscus (Asparagaceae) 7 espècies al món; 1 a Catalunya
- Ruta (Rutaceae) 11 espècies al món; 3 a Catalunya
- Saccharum (Poaceae) 36 espècies al món; 2 a Catalunya
- Sagina (Caryophyllaceae) 21 espècies al món; 5 a Catalunya
- Sagittaria (Alismataceae) 40 espècies al món; 1 a Catalunya
- Salicornia (Amaranthaceae) 26 espècies al món; 2 a Catalunya
- Salix (Salicaceae) 552 espècies al món; 21 a Catalunya
- Salpichroa (Solanaceae) 16 espècies al món; 1 a Catalunya
- Salsola (Amaranthaceae) 174 espècies al món; 3 a Catalunya
- Salvia (Lamiaceae) 986 espècies al món; 9 a Catalunya
- Salvinia (Salviniaceae) 10 espècies al món; 1 a Catalunya
- Sambucus (Adoxaceae) 22 espècies al món; 3 a Catalunya
- Samolus (Primulaceae) 10 espècies al món; 1 a Catalunya
- Sanguisorba (Rosaceae) 26 espècies al món; 2 a Catalunya
- Sanicula (Apiaceae) 44 espècies al món; 1 a Catalunya
- Santolina (Asteraceae) 20 espècies al món; 1 a Catalunya
- Saponaria (Caryophyllaceae) 16 espècies al món; 5 a Catalunya
- Sarcocapnos (Papaveraceae) 9 espècies al món; 1 a Catalunya
- Sarothamnus (Fabaceae) 2 espècies al món; 2 a Catalunya
- Satureja (Lamiaceae) 53 espècies al món; 8 a Catalunya
- Saussurea (Asteraceae) 433 espècies al món; 1 a Catalunya
- Saxifraga (Saxifragaceae) 450 espècies al món; 29 a Catalunya
- Scabiosa (Caprifoliaceae) 62 espècies al món; 5 a Catalunya
- Scandix (Apiaceae) 4 espècies al món; 2 a Catalunya
- Schismus (Poaceae) 5 espècies al món; 1 a Catalunya
- Schoenus (Cyperaceae) 109 espècies al món; 1 a Catalunya
- Scilla (Asparagaceae) 83 espècies al món; 5 a Catalunya
- Scirpus (Cyperaceae) 58 espècies al món; 11 a Catalunya
- Scleranthus (Caryophyllaceae) 4 espècies al món; 2 a Catalunya
- Sclerochloa (Poaceae) 2 espècies al món; 1 a Catalunya
- Scolymus (Asteraceae) 4 espècies al món; 3 a Catalunya
- Scorpiurus (Fabaceae) 3 espècies al món; 1 a Catalunya
- Scorzonera (Asteraceae) 199 espècies al món; 5 a Catalunya
- Scrophularia (Scrophulariaceae) 86 espècies al món; 6 a Catalunya
- Scutellaria (Lamiaceae) 468 espècies al món; 3 a Catalunya
- Secale (Poaceae) 9 espècies al món; 2 a Catalunya
- Sechium (Cucurbitaceae) 11 espècies al món; 1 a Catalunya
- Sedum (Crassulaceae) 392 espècies al món; 18 a Catalunya
- Selaginella (Selaginellaceae) 376 espècies al món; 2 a Catalunya
- Selinum (Apiaceae) 8 espècies al món; 1 a Catalunya
- Sempervivum (Crassulaceae) 33 espècies al món; 3 a Catalunya
- Senecio (Asteraceae) 1.587 espècies al món; 22 a Catalunya
- Senna (Fabaceae) 272 espècies al món; 1 a Catalunya
- Serapias (Fabaceae) 36 espècies al món; 4 a Catalunya
- Serratula (Asteraceae) 40 espècies al món; 3 a Catalunya
- Sesamoides (Resedaceae) 6 espècies al món; 1 a Catalunya
- Seseli (Apiaceae) 77 espècies al món; 6 a Catalunya
- Sesleria (Poaceae) 28 espècies al món; 1 a Catalunya
- Setaria (Poaceae) 104 espècies al món; 5 a Catalunya
- Sherardia (Rubiaceae) 2 espècies al món; 1 a Catalunya
- Sibbaldia (Rosaceae) 15 espècies al món; 1 a Catalunya
- Sicyos (Cucurbitaceae) 56 espècies al món; 1 a Catalunya
- Sideritis (Lamiaceae) 189 espècies al món; 5 a Catalunya
- Silaum (Apiaceae) 1 espècies al món; 1 a Catalunya
- Silene (Caryophyllaceae) 487 espècies al món; 26 a Catalunya
- Silybum (Asteraceae) 2 espècies al món; 2 a Catalunya
- Simethis (Xanthorrhoeaceae) 1 espècies al món; 1 a Catalunya
- Sinapis (Brassicaceae) 6 espècies al món; 3 a Catalunya
- Sison (Apiaceae) 1 espècies al món; 1 a Catalunya
- Sisymbrium (Brassicaceae) 51 espècies al món; 8 a Catalunya
- Smilax (Smilacaceae) 248 espècies al món; 1 a Catalunya
- Smyrnium (Apiaceae) 5 espècies al món; 1 a Catalunya
- Solanum (Solanaceae) 1.199 espècies al món; 12 a Catalunya
- Soldanella (Primulaceae) 10 espècies al món; 1 a Catalunya
- Soleirolia (Urticaceae) 1 espècies al món; 1 a Catalunya
- Solidago (Asteraceae) 117 espècies al món; 2 a Catalunya
- Soliva (Asteraceae) 7 espècies al món; 1 a Catalunya
- Sonchus (Asteraceae) 131 espècies al món; 6 a Catalunya
- Sophora (Fabaceae) 61 espècies al món; 1 a Catalunya
- Sorbus (Rosaceae) 244 espècies al món; 5 a Catalunya
- Sorghum (Poaceae) 31 espècies al món; 2 a Catalunya
- Sparganium (Typhaceae) 27 espècies al món; 3 a Catalunya
- Spartina (Poaceae) 18 espècies al món; 1 a Catalunya
- Spartium (Fabaceae) 1 espècies al món; 1 a Catalunya
- Spergula (Caryophyllaceae) 13 espècies al món; 3 a Catalunya
- Spergularia (Caryophyllaceae) 50 espècies al món; 6 a Catalunya
- Sphenopus (Poaceae) 2 espècies al món; 1 a Catalunya
- Spinacia (Amaranthaceae) 2 espècies al món; 1 a Catalunya
- Spiraea (Rosaceae) 138 espècies al món; 2 a Catalunya
- Spiranthes (Orchidaceae) 39 espècies al món; 2 a Catalunya
- Spirodela (Araceae) 4 espècies al món; 1 a Catalunya
- Sporobolus (Poaceae) 184 espècies al món; 3 a Catalunya
- Stachys (Lamiaceae) 375 espècies al món; 14 a Catalunya
- Staehelina (Asteraceae) 3 espècies al món; 1 a Catalunya
- Stellaria (Caryophyllaceae) 121 espècies al món; 5 a Catalunya
- Stenotaphrum (Poaceae) 8 espècies al món; 1 a Catalunya
- Sternbergia (Amaryllidaceae) 8 espècies al món; 1 a Catalunya
- Stevia (Asteraceae) 261 espècies al món; 1 a Catalunya
- Stipa (Poaceae) 329 espècies al món; 14 a Catalunya
- Streptopus (Liliaceae) 11 espècies al món; 1 a Catalunya
- Suaeda (Amaranthaceae) 73 espècies al món; 3 a Catalunya
- Succisa (Caprifoliaceae) 4 espècies al món; 1 a Catalunya
- Succowia (Brassicaceae) 1 espècies al món; 1 a Catalunya
- Swertia (Gentianaceae) 105 espècies al món; 1 a Catalunya
- Symphytum (Boraginaceae) 21 espècies al món; 2 a Catalunya
- Syringa (Oleaceae) 13 espècies al món; 1 a Catalunya
- Taeniatherum (Poaceae) 1 espècies al món; 1 a Catalunya
- Tagetes (Asteraceae) 53 espècies al món; 1 a Catalunya
- Tamarix (Tamaricaceae) 57 espècies al món; 4 a Catalunya
- Tamus (= sinònim Dioscorea)
- Tanacetum (Asteraceae) 167 espècies al món; 5 a Catalunya
- Taraxacum (Asteraceae) 2.332 espècies al món; 9 a Catalunya
- Taxodium (Cupressaceae) 2 espècies al món; 1 a Catalunya
- Taxus (Taxaceae) 9 espècies al món; 1 a Catalunya
- Tecoma (Bignoniaceae) 10 espècies al món; 1 a Catalunya
- Teesdalia (Brassicaceae) 2 espècies al món; 2 a Catalunya
- Telephium (Caryophyllaceae) 3 espècies al món; 1 a Catalunya
- Tetraclinis (Cupressaceae) 1 espècies al món; 1 a Catalunya
- Tetragonolobus (Fabaceae) 1 espècies al món; 1 a Catalunya
- Teucrium (Lamiaceae) 287 espècies al món; 9 a Catalunya
- Thalictrum (Ranunculaceae) 157 espècies al món; 7 a Catalunya
- Thapsia (Apiaceae) 3 espècies al món; 1 a Catalunya
- Theligonum (Rubiaceae) 4 espècies al món; 1 a Catalunya
- Thelypteris (Thelypteridaceae) 433 espècies al món; 3 a Catalunya
- Thesium (Santalaceae) 305 espècies al món; 4 a Catalunya
- Thlaspi (Brassicaceae) 79 espècies al món; 3 a Catalunya
- Thuja (Cupressaceae) 5 espècies al món; 1 a Catalunya
- Thymelaea (Thymelaeaceae) 34 espècies al món; 7 a Catalunya
- Thymus (Lamiaceae) 315 espècies al món; 6 a Catalunya
- Tilia (Malvaceae) 46 espècies al món; 2 a Catalunya
- Tipuana (Fabaceae) 1 espècies al món; 1 a Catalunya
- Tofieldia (Tofieldiaceae) 13 espècies al món; 1 a Catalunya
- Tolpis (Asteraceae) 23 espècies al món; 1 a Catalunya
- Tordylium (Apiaceae) 6 espècies al món; 1 a Catalunya
- Torilis (Apiaceae) 8 espècies al món; 4 a Catalunya
- Tozzia (Orobanchaceae) 1 espècies al món; 1 a Catalunya
- Trachelium (Campanulaceae) 3 espècies al món; 1 a Catalunya
- Trachycarpus (Arecaceae) 9 espècies al món; 1 a Catalunya
- Tradescantia (Commelinaceae) 75 espècies al món; 2 a Catalunya
- Tragopogon (Asteraceae) 141 espècies al món; 5 a Catalunya
- Tragus (Poaceae) 8 espècies al món; 1 a Catalunya
- Trapa (Lythraceae) 6 espècies al món; 1 a Catalunya
- Tribulus (Zygophyllaceae) 12 espècies al món; 1 a Catalunya
- Trifolium (Fabaceae) 244 espècies al món; 45 a Catalunya
- Triglochin (Juncaginaceae) 35 espècies al món; 3 a Catalunya
- Trigonella (Fabaceae) 95 espècies al món; 4 a Catalunya
- Trinia (Apiaceae) 10 espècies al món; 1 a Catalunya
- Trisetum (Poaceae) 87 espècies al món; 4 a Catalunya
- Triticum (Poaceae) 28 espècies al món; 1 a Catalunya
- Tritonia (Iridaceae) 26 espècies al món; 1 a Catalunya
- Trollius (Ranunculaceae) 29 espècies al món; 1 a Catalunya
- Tropaeolum (Tropaeolaceae) 88 espècies al món; 1 a Catalunya
- Tulipa (Liliaceae) 113 espècies al món; 1 a Catalunya
- Turgenia (Apiaceae) 1 espècies al món; 1 a Catalunya
- Tussilago (Asteraceae) 1 espècies al món; 1 a Catalunya
- Typha (Typhaceae) 38 espècies al món; 4 a Catalunya
- Tyrimnus (Asteraceae) 1 espècies al món; 1 a Catalunya
- Ulex (Fabaceae) 13 espècies al món; 2 a Catalunya
- Ulmus (Ulmaceae) 40 espècies al món; 4 a Catalunya
- Umbilicus (Crassulaceae) 10 espècies al món; 1 a Catalunya
- Urginea (Asparagaceae) 4 espècies al món; 1 a Catalunya
- Urospermum (Asteraceae) 2 espècies al món; 2 a Catalunya
- Urtica (Urticaceae) 53 espècies al món; 4 a Catalunya
- Utricularia (Lentibulariaceae) 218 espècies al món; 3 a Catalunya
- Vaccaria (Caryophyllaceae) 1 espècies al món; 1 a Catalunya
- Vaccinium (Ericaceae) 223 espècies al món; 3 a Catalunya
- Valantia (Rubiaceae) 7 espècies al món; 2 a Catalunya
- Valeriana (Caprifoliaceae) 289 espècies al món; 7 a Catalunya
- Valerianella (Caprifoliaceae) 45 espècies al món; 10 a Catalunya
- Velezia (Caryophyllaceae) 2 espècies al món; 1 a Catalunya
- Ventenata (Poaceae) 8 espècies al món; 1 a Catalunya
- Veratrum (Melanthiaceae) 27 espècies al món; 1 a Catalunya
- Verbascum (Scrophulariaceae) 116 espècies al món; 8 a Catalunya
- Verbena (Verbenaceae) 101 espècies al món; 2 a Catalunya
- Veronica (Plantaginaceae) 198 espècies al món; 28 a Catalunya
- Viburnum (Adoxaceae) 166 espècies al món; 3 a Catalunya
- Vicia (Fabaceae) 232 espècies al món; 23 a Catalunya
- Vigna (Fabaceae) 118 espècies al món; 1 a Catalunya
- Vinca (Apocynaceae) 5 espècies al món; 3 a Catalunya
- Vincetoxicum (Apocynaceae) 71 espècies al món; 2 a Catalunya
- Viola (Violaceae) 478 espècies al món; 16 a Catalunya
- Viscum (Santalaceae) 74 espècies al món; 1 a Catalunya
- Vitaliana (Primulaceae) 1 espècies al món; 1 a Catalunya
- Vitex (Lamiaceae) 223 espècies al món; 1 a Catalunya
- Vitis (Vitaceae) 79 espècies al món; 1 a Catalunya
- Vulpia (Poaceae) 26 espècies al món; 7 a Catalunya
- Wangenheimia (Poaceae) 1 espècies al món; 1 a Catalunya
- Willemetia (Asteraceae) 2 espècies al món; 1 a Catalunya
- Wisteria (Fabaceae) 9 espècies al món; 1 a Catalunya
- Withania (Solanaceae) 8 espècies al món; 1 a Catalunya
- Woodsia (Woodsiaceae) 43 espècies al món; 2 a Catalunya
- Xanthium (Asteraceae) 11 espècies al món; 4 a Catalunya
- Xatardia (Apiaceae) 1 espècies al món; 1 a Catalunya
- Xeranthemum (Asteraceae) 6 espècies al món; 2 a Catalunya
- Yucca (Asparagaceae) 49 espècies al món; 2 a Catalunya
- Zannichellia (Potamogetonaceae) 7 espècies al món; 1 a Catalunya
- Zantedeschia (Araceae) 8 espècies al món; 1 a Catalunya
- Zea (Poaceae) 6 espècies al món; 1 a Catalunya
- Ziziphus (Rhamnaceae) 53 espècies al món; 1 a Catalunya
- Zostera (Zosteraceae) 16 espècies al món; 2 a Catalunya
- Zygophyllum (Zygophyllaceae) 69 espècies al món; 2 a Catalunya